# Loire 46
El Loire 46 fue un avión de caza monoplano de la década de 1930. Construido por Loire Aviation, Como aparato de transición, hizo solo una corta carrera en la Fuerza Aérea francesa y durante la guerra civil española también fue suministrado a las Fuerzas Aéreas de la República Española. Para cuando comenzó la Segunda Guerra Mundial, el aparato se encontraba casi fuera de servicio.

## Historia y desarrollo
El programa para dotar al Armée de l'air de un nuevo monoplaza de caza de 1928 no dio los resultados esperados, por lo que se actualizó en 1930 con el llamado Programa de Caza Liviano o Plan Caquot (en aquel entonces, director técnico general del recién creado Ministerio del Aire). El Service Technique de l'Aeronautique emitió el requisito C1 (monoplace de chasse) C1 (actualizado el 26 de enero de 1931). Se pedía un caza de monoplaza impulsado por un motor sobrealimentado con una cilindrada de entre 26 y 30 l.tA esta nueva convocatoria se presentaron no menos de 10 diseños y 12 prototipos de los que fueron preseleccionados diez; estos eran los Bernard 260, Blériot-SPAD S.510, Dewoitine D.500, Gourdou-Leseurre GL-482, Hanriot H.110, Morane-Saulnier MS.325, ANF Les Mureaux 170, Nieuport-Delage NiD-122, Wibault 313 y Loire 43. Todos estaban diseñados en torno al motor de 26 l Hispano-Suiza 12Xbrs, que desarrollaba 480 kW (650 hp) a 4.500 m, con una confiabilidad comprobada y una zona frontal relativamente pequeña. Aunque fue el Dewoitine D.500 quien ganó la competencia, cierta desconfianza en las capacidades de los monoplanos, llevaron al Ministerio del Aire a ordenar también unidades del Blériot-SPAD  S.510 . Después de cuatro años de desarrollo, el Loire monoplaza también fue objeto de una pequeña orden de serie.

## Historia operacional
El Loire 46 era una versión mejorada de modelos anteriores, el Loire 43 (se estrelló antes del comienzo de las pruebas oficiales) y el Loire 45. Tras su primer vuelo en septiembre de 1934, sus buenas cualidades gustaron al Armee de l'Air francés y fueron encargadas 60 unidades. Las primeras aeronaves fueron recibidas por las escuadrillas de caza en agosto de 1936. En septiembre de 1936, seis Loire 46 fueron enviados a las Fuerzas republicanas y participaron en la guerra civil española. Unas semanas más tarde, el 16 de octubre uno de los aparatos fue derribado cerca de Madrid por el Fiat C.R.32 pilotado por Joaquín García-Morato.
Hacia el comienzo de la Segunda Guerra Mundial en 1939, el Loire 46 ya era considerado como un avión obsoleto y muchos de ellos ya habían sido relegados a tareas de entrenamiento a las escuelas de vuelo, siendo empleados como entrenadores avanzados. No obstante, una escuadrilla de caza todavía se mantuvo operativa con estos aparatos durante las primeras semanas de la contienda, antes de ser sustituidos por modelos más modernos.

## Operadores
Francia
- Ejército del Aire Francés

 República Española

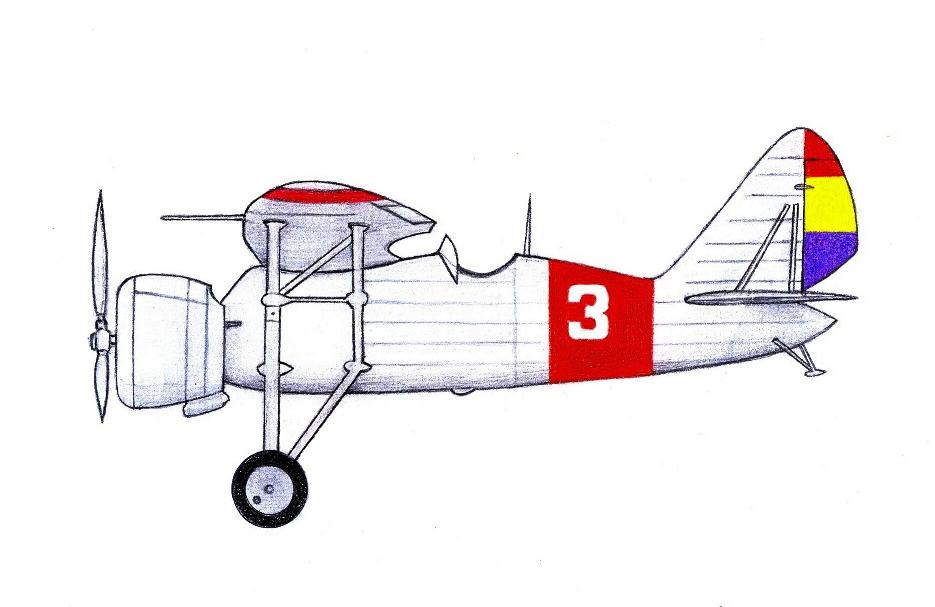
Loire 46 de las FARE

- Fuerzas Aéreas de la República Española (FARE)

## Especificaciones técnicas
Referencia datos: The Complete Book of Fighters

### Características generales
- Tripulación: 1
- Longitud: 7,88 m
- Envergadura: 11,83 m
- Altura: 4,13 m
- Superficie alar: 19,50m²
- Peso vacío: 1.450 kg
- Peso máximo al despegue: 2.100 kg
- Planta motriz: 1× Motor V12 Gnome-Rhône 14Kfs.
  - Potencia: 694 kW 930 CV
- Hélices: Hélice tripala

### Rendimiento
- Velocidad máxima operativa (Vno): 370 km/h
- Alcance: 750 km
- Alcance en combate: km
- Alcance en ferry: km
- Techo de vuelo: 11.750 m[5]
- Régimen de ascenso: 12,09 m/s

### Armamento
- Ametralladoras: 4× MAC 1934 fijas, montadas en las alas